# Louis Auguste Victor de Ghaisne de Bourmont
Louis Auguste Victor de Ghaisne de Bourmont, francoski maršal, * 1771, † 1846.